# Annette Frei Berthoud
Annette Frei Berthoud, geborene Frei (geboren 1951), ist eine Schweizer Historikerin, Sachbuchautorin und Dokumentarfilmregisseurin. Sie gilt als eine der Begründerinnen der modernen Frauengeschichtsschreibung in der Schweiz. Seit 1993 ist sie für die Fernsehreihe NZZ Format tätig, bei der sie neben der Regiearbeit auch als Drehbuchautorin und Produzentin agiert.

## Leben
Annette Frei Berthoud wuchs in Härkingen auf. Sie studierte ab 1972 Geschichte und Ethnologie an der Universität Zürich. 1978 begann sie als Drehbuchautorin und TV-Producerin für das Schweizer Fernsehen zu arbeiten. 1984 heiratete sie den Journalisten und Übersetzer Jean Michel Berthoud. Das Paar hat zwei gemeinsame Kinder.
Ihre Lizenziatsarbeit an der Universität Zürich befasste sich mit dem Thema Arbeiterbewegung und Frauen in der Schweiz um die Jahrhundertwende. Im Zusammenhang mit ihrer Forschung lernte sie die sozialistische Frauenrechtlerin Anny Klawa-Morf kennen. Aus der Begegnung entstanden im Jahr 1982 der Dokumentarfilm Ich ha nie ufgä, der im Schweizer Fernsehen ausgestrahlt wurde, und das Buch Die Welt ist mein Haus. Das Leben der Anny Klawa-Morf, das 1991 im Limmat Verlag erschien.
An das Lizenziat schloss Annette Frei Berthoud ein Promotionsverfahren an. Ihre Dissertationsschrift unter dem Titel Rote Patriarchen. Arbeiterbewegung und Frauenemanzipation in der Schweiz um 1900, in der sie der Frage nachging, inwiefern sich die Sozialisten des beginnenden 20. Jahrhunderts für Frauenrechte eingesetzt hatten und welcher Platz den Frauen in der Arbeiterbewegung zugedacht gewesen war, erschien 1987. Das Promotionsverfahren beendete sie 1988 mit dem Titel Dr. phil.
Seit 1993 ist sie als Drehbuchautorin und Produzentin für NZZ Format tätig, das Fernsehprogramm der Neuen Zürcher Zeitung, für das sie mehr als 100 Filme realisierte. 2012 gründete sie die Berthoud Media GmbH, eine Filmproduktionsfirma, in der sie mit ihrem Sohn und ihrem Mann Jean Michel Berthoud zusammenarbeitet.

## Werk
Ab den 1970er Jahren befasste sich Annette Frei gemeinsam mit anderen Studentinnen in Zürich mit der Frauengeschichtsschreibung in der Schweiz. Anlass sei eine studentisch organisierte Frauenwoche im Jahr 1975 gewesen, so Lina Gafner und Simona Isner im Nachwort zur Biografie Freis über Anny Klawa-Morf.
Anlässlich ihrer Lizenziatsarbeit zum Thema Arbeiterbewegung und Frauen in der Schweiz um die Jahrhundertwende habe sie Anny Klawa-Morf in Bern kontaktiert, so Annette Frei Berthoud über ihre erste Begegnung. Es entwickelte sich ein mehrjähriger Dialog zwischen den beiden Frauen. Aus den Tonbandaufzeichnungen entstanden nachfolgend ein Film und ein Buch. Der in Bern und Zürich an Originalschauplätzen gedrehte Film erzählt die Biografie von Klawa-Morf, verknüpft mit der Geschichte der Arbeiterinnenbewegung in der Schweiz. Er dokumentiert auch die enge «freundschaftliche Beziehung», die sich im Lauf der Jahre zwischen Annette Frei Berthoud und Anny Klawa-Morf entwickelt und während der Dreharbeiten noch vertieft habe. Das Buch, Die Welt ist mein Haus. Das Leben der Anny Klawa-Morf, setzt sich aus biografischen Notizen und Artikeln Anny Klawa-Morfs zusammen sowie aus Fotografien aus ihrem Besitz, Dokumenten und den Gesprächsaufzeichnungen Annette Frei Berthouds. Die 1991 im Limmat Verlag erschienene Biografie wurde 2024 anlässlich ihres 130. Geburtstages von der Anny-Klawa-Morf-Stiftung neu herausgegeben.
Jakob Tanner, Stiftungsrat der Anny-Klawa-Morf Stiftung, bezeichnete Annette Frei Berthoud im Vorwort von Die Welt ist mein Haus als «Pionierin der Frauengeschichtsschreibung der 1970er und 1980er Jahre» in der Schweiz. Lina Gafner und Simona Isler, die Direktorinnen der Gosteli-Stiftung, würdigten sie im Nachwort als eine der Begründerinnen der Schweizer Frauengeschichtsschreibung und prominente Vertreterin des in den 1980er Jahren neu entstehenden Zweiges der Oral History, die sich trotz mangelnder akademischer Unterstützung und fehlenden Verständnisses auf Seiten der Professorenschaft durchgesetzt habe.

## Filmografie (Auswahl)
- 1982: Ich ha nie ufgä (mit Ellen Steiner)
- 1994: Requiem für Ueli – Unfalltod eines Kindes
- 2019: Leonardo da Vinci und das Gemälde der Isabella d’Este
- 2022: Fritz Hug – Das Tier wie ich es sehe

## Publikationen
- Rote Patriarchen: Arbeiterbewegung und Frauenemanzipation in der Schweiz um 1900. Chronos Verlag, Zürich 1987, ISBN 3-905278-13-8.
- Die Welt ist mein Haus. Das Leben der Anny Klawa-Morf. Limmat Verlag, Zürich 1991, ISBN 3-85791-178-6.
  - Neuauflage 2024: Die Welt ist mein Haus. Das Leben der Anny Klawa-Morf. Buch & Netz, Kölliken 2024, ISBN 978-3-03805-653-9.
- mit Thuri Maag: Trüffeln. Warenkunde, Geschichten und Rezepte. Fona Verlag, Aarau 2009, ISBN 978-3-03780-355-4.
- Starke Schweizerinnen. Wie die Schweiz dank den Frauen den Zweiten Weltkrieg überlebte. 2012 (Kindle E-Book).